# Henning Haine
August Henning Haine, född 20 november 1879 i Malmö, död där 20 oktober 1955, var en svensk apotekare.
Henning Haine var son till bagarmästaren Hans Ohlsson. Han avlade mogenhetsexamen i Malmö 1900, farmacie kandidatexamen 1904 och apotekarexamen 1909. Haine tjänstgjorde 1909–1936 som laborant och analytiker på apoteket Lejonet i Malmö, och erhöll 1936 privilegium på detta apotek. Han företog studieresor till Danmark, Tyskland och Nederländerna. Bland hans många uppdrag inom apotekarkåren märks att han 1916–1923 var vice ordförande och 1925–1934 ordförande i Sydsvenska kretsen av Sveriges farmaceutförbund och att han tillhörde förbundets fullmäktige 1921–1934, från 1931 som vice ordförande. Därutöver var han apotekarförbundets delegat i internationella farmaceutiska federationen 1926–1935 och Nordisk farmaceutunion 1930–1935. År 1937 blev han ordförande i Skånska kretsen av Sveriges apotekarförbund och ledamot av Apotekarsocietetens direktion. Haine biträdde vid utgivandet av 10:e upplagan av Svenska farmakopén (1925) och var från 1936 ledamot av permanenta farmakopékommittén. Han publicerade flera uppsatser i fackpressen, bland annat Det danska apoteksväsendets administration (1924) och var medutgivare av Pharmaconomia svecia (1938, 2:a upplagan 1943) och medverkade i J. Lindgrens och L. Gentz' Läkemedelsnamn. Henning Haine är begravd på Sankt Pauli norra kyrkogård i Malmö.